# Jan Michalik
Jan Michalik (* 14. April 1948 in Szopienice; † 26. Januar 2022 in Dębica) war ein polnischer Ringer.

## Biografie
Jan Michalik konnte bei den Europameisterschaften 1972 als erster Pole einen Europameistertitel gewinnen. Ein Jahr später ließ er in Lausanne seinen zweiten Europameistertitel folgen und gewann zudem Silber bei den Weltmeisterschaften 1973 in Lausanne. Zudem nahm Michalik an den Olympischen Sommerspielen 1968 und 1972 teil.
Auf nationaler Ebene wurde er von 1968 bis 1971 Meister im Fliegen- sowie 1973 im Bantamgewicht.